# Un drame dans les airs
Un drame dans les airs er en fransk stumfilm fra 1904 af Gaston Velle.